# 2022年8月海南省2019冠状病毒病聚集性疫情
2022年8月海南省2019冠状病毒病聚集性疫情指2022年8月自海南三亚暴发的聚集性疫情。

## 溯源
经流行病学调查和病毒基因测序分析，三亚本轮疫情由奥密克戎变异株BA.5.1.3引发，为中国大陆首次检出。专家综合分析认为，此轮疫情为境外输入引起，崖州中心渔港是此次疫情的始发输入地，通过渔民与境外渔民交易渔获时输入的可能性较大。根据凤凰网的报道，2022年5月1日12时起至8月16日12时止，南海海域全面进入伏季休渔期，在此期间仍有渔民外出非法捕捞。有大量的渔民在海上与境外渔民进行交易，他们不使用正规渔船，也没有GPS监管设备，属于监控的盲区。而本轮疫情的毒株与越南流行毒株BA.5.1相似。

## 时间线
8月1日，海南省新增1例本土确诊病例，为三亚市报告。
8月2日0—23:30，三亚市新增10例新冠肺炎确诊病例（轻型）和1例无症状感染者，分别为密切接触者筛查和社区筛查人员。当日起三亚全市经营性密闭场所暂停开放，幼儿园及托幼机构暂停服务，监所、福利机构、养老服务机构、精神卫生机构实行闭环管理，暂停线下探视活动。所有在三亚人员非必要不离岛，确需经三亚市离岛的旅客须凭48小时核酸阴性证明，或凭24小时内采样记录办理乘机、乘车手续。此外，三亚部分景区因疫情原因关闭。
8月3日，海南省新增24例本土确诊病例，其中三亚市报告20例、儋州市报告3例、陵水县报告1例；新增3例本土无症状感染者，其中三亚市报告1例、儋州市报告1例、临高县报告1例。当日12时，三亚启用方舱医院，提供床位数1828张，分区分别接诊轻症患者和无症状感染者。
8月4日，海南省新增127例本土确诊病例（含无症状转确诊病例1例），其中三亚市113例（含无症状转确诊病例1例）、儋州市4例、东方市3例、陵水县3例、临高县2例、海口市1例、五指山市1例；新增35例本土无症状感染者，其中三亚市33例、东方市1例、乐东县1例。当日零时起，三亚市除海棠湾区域、亚龙湾区域、育才生态区外全市进入区域管控状态。企事业单位、公共场所、社区(村、居)等凭24小时内核酸阴性证明或当日核酸采样记录(须有前一天阴性记录)出入。
8月5日4时至8月6日0时，行程卡不含三亚市的出岛旅客，可凭48小时一次核酸阴性证明及当日24小时内已采样证明进入海口三港及火车站办理乘船手续。8月5日，三亚国际免税城临时闭店，机场巴士暂停服務。当日海南省新增262例本土确诊病例（含无症状转确诊病例7例），其中三亚市229例（含无症状转确诊病例6例）、儋州市9例、东方市9例（含无症状转确诊病例1例）、陵水县6例、乐东4例、临高县3例、五指山市1例、澄迈县1例；新增46例本土无症状感染者，其中三亚市34例、陵水县11例、乐东县1例。此外，东方市宣布主城区进入区域管控状态。当日国务院联防联控机制综合组派出工作组指导海南疫情防控工作。
8月6日凌晨6时起，三亚全市实行临时性全域静态管理，除保障社会基本运行服务、疫情防控和紧急特殊情况外，三亚全市范围限制人员流动，暂停城市公共交通。陵水黎族自治县也于同日下午3时起，全县实行临时性全域静态管理。海南省新冠肺炎疫情防控新闻发布会上宣布，将开展全省核酸检测，广东、上海、四川、江苏、江西等省市已派出核酸检测力量援助海南，6日将陆续到位。同日18时起，海南实施旅客离岛疫情防控措施。其中明确，在海南的旅客，如为确诊病例或感染者，或被判定为密接、密接的密接，或在中高风险区的，严格按照相关防控规定进行管控；在三亚的游客，或7月23日以来有三亚旅行史的旅客，暂不离岛，按地区疫情防控要求进行核酸检测，后续安排视三亚疫情防控情况确定；7月23日以来无三亚旅行史，目前在涉疫市县(区)且在管控区域外的旅客，72小时3次核酸检测阴性，并完成风险排查后方可离岛；7月23日以来无三亚旅行史，目前在非涉疫市县(区)的旅客，48小时2次核酸检测阴性，并完成风险排查后方可离岛；海南本地居民非必要不离岛。当日海南省新增本土确诊病例297例（含无症状转确诊病例26例），其中三亚市240例（含无症状转确诊病例23例）、儋州市11例、东方市10例、临高县10例、陵水县10例（含无症状转确诊病例2例）、万宁市9例、海口市3例、琼海市2例、澄迈县1例、乐东县1例（为无症状转确诊病例）；新增本土无症状感染者186例，其中三亚市173例、陵水县4例、琼海市4例、乐东县2例、五指山市2例、万宁市1例。
8月7日10时起琼海市实行临时性全域相对静态管理三天，13时起萬寧市实行临时性全域静态管理。截至当日，已有多个省份派出5000名人员支援海南。当日“海南疫情防控”微信公众号开通，提供疫情数据、疫情发布、各市县疫情动态、各地防控政策、海南发热门诊、封控期间交通食宿等信息和服务。
8月8日6时起至19时，海口市实行临时性全域静态管理。同日8时起乐东县、12时至9日24时澄迈县实行临时性全域静态管理。五指山市自8日下午3时至9日24时，全市实行临时性全域静态管理。截至当日，全国共计18省市8586人支援海南，其中流调与监督277人、核酸采样4920人、医疗救治506人，核酸检测2883人，核酸检测设备199万管/日。当日海南省委书记、省委应对疫情工作领导小组组长沈晓明主持召开省委应对疫情工作领导小组专题会议上强调，海南要在8月12日前实现社会面清零。
8月9日，儋州继续实行临时性全域静态管理；东方市在全市实行为期三天的全域静态管理。根据气象台预报，台风木兰在9-10日对海南省有较大风雨影响。受此影响，台风带来的海上大风天气将造成琼州海峡停航，对防疫物资、生活物资的调运、储备、供应造成一定影响。其次，风雨天气将影响户外防控工作的顺利开展，加大核酸采样、道路临时管控工作的难度。海南省气象局副局长蔡亲波表示，在做好疫情防护的同时，相关单位应当加强对隐患点的安全排查和处置。海南省应急管理厅副厅长、省三防办副主任陈武表示，海南已经结合基层疫情防控工作进行防台准备，全省生活物资供应、储备充足，物价基本稳定。
8月10日早上6时到晚上23时，海口实行临时性全域静态管理。昌江县自8月10日18时至12日12时实行临时性全域静态管理。
8月11日，位于三亚海棠湾区江林路国际博览中心的第二方舱医院交付使用。海南省疾控中心首席专家金玉明介绍，三亚大力排查前期积压的阳性混管，使近日积压的阳性混管得到清零。当日公布的确诊病例数较多，但从采样时间来看，大部分为8日前采样的病例。当日，全国新增新冠肺炎病例超过2000例，其中海南省逾1200例，占比超过一半，未实现此前设定的12日前社会面清零的目标。
8月13日，中共中央政治局委员、国务院副总理孙春兰到海南调研指导疫情防控工作，强调要采取更加坚决果断的措施，以快制快，刻不容缓把各项措施抓细抓具体，尽快实现社会面清零，保障群众的健康安全和正常生产生活秩序。她指出，要进一步优化指挥体系，扁平化运行，加强核酸检测、方舱床位、隔离房间分配等的全省统一调配；要挖掘酒店资源潜力，加快方舱医院建设，确保密接人员、阳性感染者应隔尽隔、应收尽收、日清日结。在游客处置方面，孙春兰表示要做好滞留旅客的服务保障工作，加快进度，相关省市不得拒收或限额接收，海南省要做好风险评估，严格落实离岛防控措施，“点对点”转运，严防疫情外溢。
8月14日，海口延長实施静态管理。当晚，海南省纪委监委发布三起违反疫情防控纪律问题的通报。
8月16日至22日，海南全省所有渔港（包括自然港湾、港岙口、码头等）和所有涉渔船舶（包括捕捞渔船、渔业辅助船、休闲渔船、涉渔“三无”船舶以及外省籍在海南省停泊渔船等）继续实行静态管理。
8月20日，海南省新冠肺炎疫情防控工作指挥部新闻发布会上表示，海南全省新增报告感染者数连续两天均以超过27%幅度下降，已从最高峰回落近半，全省疫情下降趋势明显；陵水、临高疫情进入扫尾阶段。海口连续3天报告感染者均为闭环管理重点人员。澄迈、琼海、定安、昌江等市县多日无病例报告；五指山连续2天零新增；三沙、文昌、屯昌、琼中、保亭、白沙等6个市县继续保持无疫情状态。
8月21日，海南省新冠肺炎疫情防控工作指挥部新闻发布会上表示，海南全省报告感染者数已连续3天下降，社会面感染者明显减少；三亚市连续3天持续下降，崖州区已连续2天零新增；陵水县、临高县、儋州市已达社会面清零。截至当日，海南疫情已出现拐点，三亚疫情传播指数Rt值降到0.9，主要传播链基本阻断。
8月23日起，海南省“分区域、分批次”逐步恢复渔船出海作业。开海的市县必须实现连续72小时以上社会面清零，所在乡镇、村属于无疫区或低风险区。出海渔民7天之内无高中风险区旅居史，并在出海前要持有48小时内核酸检测阴性证明。此外，海口市秀英区、琼山区、美兰区全域实行常态化防控措施，龙华区除中风险区外的区域继续按照低风险区防控措施管理。全体市民每3天至少完成1次核酸检测，凭72小时核酸阴性证明出入公共场所。
8月24日，海南省公布2022年秋季学期开学和疫情防控工作方案，全省中小学不早于9月5日开学，高三年级、初三年级原则上可以先开学，达到条件的可以实施线下教学，如果还不够条件的先要实施线上教学。全省各市县按照属地原则，在省级统筹指导下，至少提前7天由市县疫情防控指挥部研判决定本市县的开学时间，报省教育厅备案，并及时向社会公布。
8月25日，海南當局宣佈海口等7个市县将转入常态化疫情防控。
8月27日12时至28日凌晨1时，海口主城区和灵山镇实行临时性全域静态管理。
8月28日，海南省新冠肺炎疫情防控工作指挥部新闻发布会（第六十三场）通报，海南省疫情下降趋势明显，27日新增感染者数较26日下降48.5%。陵水、临高、万宁、东方已实现社会面清零。琼海、定安、昌江、五指山连续多日无病例报告。8月29日零时起，东方市解除静态管理。當天儋州首个方舱医院关舱。8月30日，上海援琼医疗队第一批1188名队员分别从海口、三亚返回上海。當天位于海南三亚的三亚第二酒店方舱医院和第三酒店方舱医院关舱。三亚4家酒店方舱医院全部关闭。　
9月3日，海南省临高县解除静态管理措施。
9月5日，三亚市社会面出现1例阳性病例，三亚当局表示社会面上的病毒传播链条并没有完全阻断，仍需继续保持“静态”管理。该患者从8月6日起违反疫情期间静态管理规定，私自外出购物、并先后前往天涯区桶井路某建材批发店、吉阳区师部农场某建材店等地，期间仅进行了4次核酸检测，9月5日确诊阳性。因涉嫌妨害传染病防治罪，已被三亚市公安局立案侦查，并刑事拘留。
9月10日，海南當局宣佈所有市县已实现社会面清零。自9月11日开始，三亞逐步分片区取消临时性静态管理。9月15日12时起，三亚市恢复快递、外卖配送企业运营。三亞解除全域临时静态管理。
9月16日15:00起，万宁市实行临时区域性静态管理。9月16日起，三亚多家离岛免税店陆续恢复营业。9月18日海南省召开新闻发布会上通报，9月17日海南全省新增感染者11例，新增感染者感染病毒与早期疫情为同一变异株，初步考虑此次疫情为早期疫情的延续。
9月21日，三亚有序恢复旅游景区开放营业，景区内配套的室内密闭经营场所暂缓开放。9月24日12时起，三亞开放进出通道。
9月27日12时起，三亞恢复常态化疫情防控管理，全面恢复各类生产生活秩序。、9月30日零时起，三亞開始开放密闭经营场所。

## 反应与影响

### 交通
據澎湃新聞8月6日10點半左右查詢攜程發現，6日三亞直飛上海的航班僅有春秋和南航兩班航班，且都只剩一張票，春秋航班僅剩的一張票為經濟艙全價3160元（人民幣．下同），南航為公務艙全價15840元。鐵路12306網站公布，鐵路部門對三亞全部做了禁售處理，市民不能通過鐵路離開三亞。截至6日12点140分点数据，三亚凤凰国际机场计划进出港航班410架次，取消334架次，取消率81%。6日下午，6日涉及三亚的航班被要求全部取消，或者不载客空机飞离三亚。
8月7日，三亚凤凰国际机场所有进出港航班取消。Flightradar24数据显示，8月7日海口美兰国际机场仍有客运航班正常运行。8月8日，琼海博鳌机场因“公共安全原因”，所有航班取消。
8月8日—15日，海南环岛高铁东方站、金月湾站、万宁站、神州站临时停止办理旅客上下车业务。8月9日，海口美兰机场取消航班519班，取消量达98.5%，预执行仅8班。受台风木蘭和疫情防控的双重影响，8月9日14时起琼州海峡轮渡停运，因其影响，海南岛进出岛旅客列车全部停运。截至8月13日，海南环岛高铁、海口市郊列车继续全线停运。
8月9日起，三亚市对通往三亚的海南环岛高速公路和山海高速公路三亚辖区路段实行交通管制，除应急车辆按相关规定保障通行外，其余车辆禁止通行。
8月13日起，海南全面恢复美兰机场国内航班常态化运行。同日6时起，海南环岛高速公路途经的海口、万宁、陵水、三亚、乐东、东方、临高、澄迈共8个市县，所有横跨高速公路的涵洞、桥梁等通道实施管控，所有车辆及人员非必要严禁通过涵洞、桥梁等通道，横跨环岛高速公路。
8月15日起，三亚有序恢复三亚凤凰国际机场国内客运航班商业化运行。
8月19日，海口公交集团所属的除游1、游2、游5、游6共4条旅游线路由于景点关闭，继续暂停运营外，其余147条公交线路全部恢复正常运营。
8月29日零时起，琼海博鳌机场国内商业化客运航班恢复运行。
9月1日起，海南环岛高铁、海口市郊列车逐步恢复开行，旅客须持48小时内核酸阴性证明和健康码绿码通行。但不久后宣布暂不恢复开行。9月2日，海口市郊列车逐步恢复开行，旅客须持72小时内核酸阴性证明和健康码绿码通行。
9月8日起，海南环岛高铁逐步恢复开行，预售期调整为2天（含当天）。旅客进站需查验体温、出示身份证明、健康码、行程码、72小时内3次核酸阴性证明无异常后，方可进站乘车。
9月15日起，海南进出岛旅客列车逐步恢复开行。

### 游客滞留处置

#### 受困人數與狀況
据了解，由于三亚市全市实行临时性全域静态管理，8万多名游客滞留三亚，约有3万2千人滞留在酒店，其中包括部分外籍游客。部分酒店存在坐地起价的情况，引发游客不满。针对滞留游客的安置工作，三亚已成立订单退订工作专班，酒店为滞留在住游客提供半价优惠续住服务，游客在完成7天风险排查后经评估后可离岛。网传视频显示，不少滞留遊客在機場高呼「我要回家！」。三亞市副市長到機場安頓滯留旅客，表示三亞市委政府會妥善解決各方面的問題，包括提供免費食宿，安排專車接載滯留旅客到三亞灣，入住當地的星級酒店，並呼籲大家按照機場工作人員的安排，有序登車去酒店住宿。
面對大批三亞滯留遊客抱怨，中國大陆網路上却出現幸災樂禍與主張強力防疫的聲音，一些中國網友甚至說出「不用同情他們，去三亞的哪有窮人」、「支持疫情防控，不要理會那些想作死的耗材」等言語。有另一部分網友直指，這些冷嘲熱諷的人，露出的是「自己猙獰的臉，冷漠的心，以及扭曲的魂」。由于此次疫情暴发的时间接近佩洛西访台，有人讽刺道「沒封台灣島，反倒封了海南島」。
截至8月21日，海南已保障165737名滞留旅客返程。

#### 澎湃新闻與海南日报之爭
8月8日凌晨，公众号“三亚微势力”发布了题为《@澎湃新闻，你欠三亚一个道歉》的文章，随后，海南日报客户端也刊载文章《对三亚疫情防控带节奏，某媒体澎湃得“太离谱”》并引发热议。据了解，澎湃新闻此前发表了多篇描述滞留三亚游客状况的文章，引起了不少网友对三亚防疫现状的关注。胡锡进表示，具体问题可以有针对性地开展批评，促起改进，但是不宜营造一种约束它们且过度严厉的“政治正确”。那样做无益于维护改革开放的大环境，也不符合大家的整体利益。

#### 遣返
8月9日下午，三亚凤凰机场执行三班包机运送滞留旅客出岛，分别前往西安，成都和上海。而海南省新冠肺炎疫情防控指挥部也公布了滞留海南旅客离岛返程有关事宜，称海南省有关部门及市县政府成立游客返程服务专班，制定转运具体实施方案，自8月9日从三亚开始，按计划安排旅客有序离岛。无疫情的市县（区），旅客所在旅行团队或入住酒店近7天内没有阳性感染者；或近3天内未出现发热、干咳、嗅觉丧失、肌肉酸痛等临床症状的散客，可凭48小时2次（每天1次）核酸阴性证明返程；低风险区，旅客所在旅行团队或入住酒店7天内没有阳性感染者；或近3天内未出现发热、干咳、嗅觉丧失、肌肉酸痛等临床症状的散客，可凭72小时3次（每天1次）核酸阴性证明返程；中高风险区，经过疫情防控降为低风险区后，执行低风险区规定。阳性感染者、密切接触者和密接的密接、滞留在中高风险区的旅客暂不返程。同日，上海市新冠肺炎疫情防控工作领导小组办公室发布海南返沪人员健康管理措施。对来自或途经海南省疫情高、中风险区及其所在县（市、区）域范围内人员暂不返沪；对目的地为上海且在上海有固定居住场所，并经海南省甄别明确为低风险的人员可以返沪。返沪后实行“3天集中隔离医学观察+4天居家隔离医学观察”，集中隔离医学观察期间每天检测1次核酸，居家隔离医学观察期间的第2天和第4天分别进行1次核酸检测，由属地社区组织上门采样。如不具备居家隔离医学观察条件，采取集中隔离医学观察。翌日，海南健康码开放离岛申请入口，符合条件的滞留旅客可进行离岛申请。
8月10日，又一批因疫情滞留三亚的游客乘飞机返回目的地，2架班机的目的地均为上海浦东国际机场。之后三亚当局会安排飞往杭州、南京、西安、长沙、武汉等地多个航班陆续起飞。江苏省南京市同日公布因疫情滞留海南的南京游客返宁安排。对持有南京身份证或在南京有固定居住场所、经海南省明确为低风险的人员，可以分批安排返宁，返宁后实行“3天集中隔离医学观察+4天居家隔离医学观察”。
8月12日，海南省新冠肺炎疫情防控工作指挥部发布《关于完善滞留旅客经港口返程防控措施的补充通知》，規定阳性感染者、密切接触者和密接的密接、滞留在中高风险区的旅客，暂不返程。
截至8月13日6时，海南已安排包机56架次，共计保障滞留旅客返程8835人，目的地省市包含上海、广东、天津、河南等12个省份。但有游客反映，由於海口市實施「靜態管理」，至今未能返回居住地。海南省旅游和文化广电体育厅党组成员、副厅长汪黎明表示，返程进度未达到旅客预期，对此深表歉意。同时，即日起海南采取新的措施，让旅客尽快安全舒心地回家。对于现处于三亚、儋州、陵水、万宁、临高、东方等重点区域的旅客，在满足《海南省新冠肺炎疫情防控指挥部关于滞留海南旅客离岛返程有关事宜的公告》明确的返程条件的情况下，由当地市县政府组织购买返程机票，并乘坐政府安排的专车，闭环转运至三亚凤凰机场返程；除重点区域外，其他市县旅客均从海口美兰国际机场返程；对于现居于海口，拟经港口码头火车站离岛的旅客，要根据海口市新型冠状病毒肺炎疫情防控工作指挥部8月12日公布的《关于完善滞留旅客经港口返程防控措施的补充通知》《关于滞留旅客从港口码头火车站离岛的通告》的要求，需提前3天入住海口指定的健康管理驿站；其他市县需提前与海口市疫情防控指挥部对接，由海口市统筹安排确认后，方可组织完成健康监测的旅客集中前往海口港口码头、火车站。香港特区政府表示截至12日，一共接獲27名在琼港人求助，並已透過香港特别行政区政府駐粵經濟貿易辦事處了解情況及提供可行的協助。香港入境處及駐粵辦表示，會繼續與求助人保持密切聯繫，積極跟進事件並按求助人意願提供一切可行協助。
9月9日，海南省新型冠状病毒肺炎疫情防控工作指挥部发布通告，鉴于海南省本轮疫情防控已进入收尾阶段，部分市县已实现高质量社会面清零，逐步转入常态化疫情防控，故调整出岛游客防控政策。7天内无新增本土感染者或辖区内无中高风险区，并已转入常态化防控的市县，出岛查验48小时核酸阴性证明，不再点对点转运和经过健康驿站过渡出岛。其他未实现社会面高质量清零和辖区内有中高风险区的市县，按原方案执行。

### 经济影响
本轮疫情对海南省内经济发展受到影响。因此，在9月17日，海南省政府公布《海南省统筹疫情防控和经济恢复提振行动方案》和《海南省稳经济助企纾困发展特别措施（2.0版）》。《行动方案》共提出九个方面共35项措施，包括做好疫情防控、推进自由贸易港建设、推动复工复产、扩大有效投资等方面，提出加快提升疫情防控能力，精准防控避免过度防控。《特别措施》则从纾困政策升级、缓缴措施增加、加大金融扶持力度、进一步刺激消费市场等六个方面提出34条措施，主要包括实施重点行业企业优惠政策、继续举办首届国际离岛免税购物节、发放消费券等措施。同时在国庆节假期期间，阶段性减免外省牌照7座（含）以下载客车辆（含允许在普通收费公路行驶的摩托车）往返共两次琼州海峡轮渡过海费。

## 争议
8月24日，万宁市万城镇某小区一位业主隔离期满，按照疫情管理规定，由社区工作人员承接送回小区居家隔离，却遭到小区物业及部分业主的阻拦。社区干部及相关工作人员现场劝导并解释隔离规定，该小区物业、业主不但不听劝导，反而煽动其他业主下楼聚集到小区大门口对抗。晚上7时，小区门口聚集居民约60人，且情绪激动，一度要与社区工作人员挑衅打架。万宁市当局接到情况报告后迅速赶往现场处置。万宁市公安局民警到达现场后通过警车扩音器进行喊话，要求聚集的小区业主保持理智，遵守防疫政策，通过正当渠道反映意见，并明示随意走动、聚集严重违反防疫政策，属于违法行为。民警多次喊话后，聚集的人员不为所动，还出现抽烟、不戴口罩等现象。在场的违法人员陈某当场发表不当言论，质疑防疫政策规定，煽动现场聚集人员的对抗情绪。公安局民警立即依法将陈某控制并口头传唤至万城派出所接受调查。随后，万宁市公安局万城派出所在社区工作人员的配合下，顺利将隔离完成的人员安全送回住处进行居家隔离，现场恢复正常秩序。当晚，万宁市住建局连夜约谈该小区物业管理企业海南银通国际物业管理有限公司主要负责人，并要求对小区当天值班的物业经理和值班人员进行严肃处理。同时，向全市各小区物业发出通告，对该小区物业进行通报批评。万宁市公安机关已按照《中华人民共和国治安管理处罚法》第二十六条第四项之规定，对聚集现场并发表不当言论的陈某作出行政拘留十五日的处罚决定；公安机关还传唤在该小区微信群中发表不当言论的居民吴某斌、黄某林、李某思、吴某燕、林某玲等五人到案，依法对上述五人作出行政拘留十五日的处罚决定。